# Гератська мечеть
Велика мечеть Герата (перс. مسجد جامع هرات) або «Джамі Масджид Герата», — мечеть у місті Герат, у провінції Герат на північному заході Афганістану. Вона був побудована Гурідами під правлінням султана Гіят ад-Діна Мухаммада Горі, який заклав його основу в 1200 році. Пізніше її кілька разів розширювали, оскільки Герат протягом століть змінював правителів із Куртів, Тимуридів, Моголів, а потім узбеків, усі вони підтримували мечеть. Фундаментальна структура мечеті часів Гуридів була збережена, але частини були додані та змінені. П'ятнична мечеть у Гераті отримала свій нинішній вигляд у 20 столітті.
Окрім численних невеликих сусідніх мечетей для щоденної молитви, більшість громад в ісламському світі мають більшу, конгрегаційну мечеть для п'ятничних богослужінь із проповіддю. Джамі Масджид Герата не завжди була найбільшою мечеттю в Гераті; набагато більший комплекс, мечеть і медресе Гаухар Шада, також побудований Тимуридами, був розташований у північній частині міста. Однак ці пам'ятники архітектури були підірвані офіцерами британської індійської армії в 1885 році, щоб запобігти використанню їх як фортеці, якщо російська армія спробує вторгнутися в Індію.

## Історія
Масджид-і Джамі в Гераті була першою громадською мечеттю міста. Вона був побудована на місці, де протягом багатьох століть розташовувалися релігійні об'єкти. Першою відомою будівлею був зороастрійський храм вогню, перетворений на мечеть у VII столітті. Згодом його розширили тюркські Газневіди. У другій половині XI століття під владою династії Хорезму була заснована Гератська мечеть. Вона мала дерев'яний дах і менші розміри, ніж наступні будівлі. Під час землетрусу 1102 року мечеть була майже повністю зруйнована, але її відновили. Пізніше її знищила пожежа. Згодом Гуріди побудували мечеть на існуючих і прилеглих ділянках.

### Гурідське панування
Плануючи розширити свою територію, Гуріди захопили владу в Гераті в 1175 році. Герат є важливим містом завдяки своєму стратегічному положенню поблизу основних комерційних шляхів, що з'єднують Середземне море з Індією чи Китаєм, і процвітав внаслідок цього. Наприкінці 12 століття султан Гіят ад-Дін Мухаммед ібн Сан ініціював відбудову головної мечеті в Гераті.
Для цього він обрав ділянку, на якій стояла мечеть, що згоріла, та додаткову землю навколо неї. Земля була розташована в північно-східній частині міста, переважно в адміністративному кварталі Герата, а не безпосередньо в центрі. Вчені вважають, що ця місцевість була топографічно піднесеною. Крім того, вона мала пряме водопостачання з головного каналу Джой-і-енджил для фонтану мечеті. Побудувавши мечеть на вже відомому місці, Гуріди могли продемонструвати своє архітектурне заступництво, а також політичну владу. Деякі джерела також вважають, що султан наказав побудувати мечеть для імама Фахр-уль-Разі, релігійного лідера.
Після смерті султана в 1203 році він був похований в мавзолеї, гробниці в його мечеті. Його син, султан Гаят-уль-Дін Махмуд, продовжив роботи над мечеттю. До того часу, коли її було завершено в 1210 році, новий султан створив медресе, релігійну школу. Стилістичний аналіз та історичні написи, знайдені під час ремонту в 1964 році, доводять, що будівлю побудували Гуріди.

### Панування Куртів
У 1221 році монгольські війська Чингісхана захопили провінцію. Разом з більшою частиною Герата, мечеть була зруйнована.
Лише після 1245 року почалося її відновлення. Це було при владі Шамса ад-Діна Карта. Він був королем династії Куртів, призначений монголами намісником. Нищівний землетрус 1364 року майже зруйнував будівлю. Згодом були зроблені деякі спроби її відновити. Реліквією династії Куртів є бронзовий басейн діаметром 1,74 метра. Він був замовлений в 1375 році останнім правителем Курта спеціально для мечеті. Цей басейн пережив усі наступні знесення, за винятком кількох подряпин, і досі знаходиться в мечеті.

### Правління Тимуридів
Після 1397 року правителі Тимуридів перенаправили зростання Герата на північну частину міста. Ця субурбанізація та будівництво нової конгрегаційної мечеті означало тимчасове припинення патронажу конгрегаційної мечеті з боку монархії. У часи Шахруха (1405—1444) мечеть була відновлена. План залишився, але зовнішні сторони були змінені. Фасади внутрішнього двору були прикрашені мозаїкою з глазурованої плитки, в тому числі з іменем Шахруха. Також на захід від мечеті додали мармуровий міхраб. Міхраб — ніша в стіні, яка вказує напрямок молитви до Мекки.
Пізніше, за правління султана Хусейна Байкара, його радник Мір Алі-Шір Навої присвятив себе реконструкції мечеті. Він вніс структурні зміни до пропозицій, наприклад, опустив арку Гурідів у південно-східному куті. Він також додав бічні арки з обох боків на рівні даху. Крім того, він наказав нанести мозаїчну плитку з геометричними візерунками на інші частини мечеті. Мармуровий мінбар з дев'ятьма сходинками замінив старий дерев'яний. Мінбар — кафедра, з якої читаються молитви.

### Правління Моголів і Сефевідів
Пізніше за часів Імперії Великих Моголів мечеть була знову відреставрована. У цей період принц Хурам (Шах Джахан) боровся за контроль над регіоном проти узбецьких племен, яких контролювали Сефевіди. У битві за Герат мечеть, як і саме місто Герат, була значно пошкоджена.

### Афганське правління
За правління різних королів мечеть неодноразово ремонтували. У 18 столітті фронтальний фасад головного айвана часів Тимуридів обвалився, і його довелося перебудувати. Айван — це склепінчаста кімната або зал, відкритий з одного боку. Крім того, був зроблений ремонт для підтримки існуючого вигляду.

### ХХ століття
Після ремонтних робіт у 1913 році мечеть була капітально відреставрована в 1942/1943 роках. Будинки, що безпосередньо прилягають до мечеті, були зруйновані, щоб зробити мечеть окремою будівлею. Серед іншого збудовано новий східний вхід з високою аркою та двома мінаретами. Мінарети — це вежі, з яких закликають людей до молитви. Зовнішні стіни були оздоблені глазурованою плиткою в тимуридському стилі. Для цих робіт ЮНЕСКО створила студію керамічної плитки. Ця студія в мечеті також зберегла всі кахельні прикраси та мозаїку до 1979 року. Написи замінили нинішні каліграфи.
Наступною була більш повна реконструкція з 1951 по 1973 рік із структурними змінами. Квадратний купол мавзолею часів Гурідів був сильно зруйнований. Його замінили восьмикутною конструкцією і інтегрували в північний фронт. Східну стіну також перетворили на айван з мінаретами з обох боків. Крім того, максура айван, огорожа, зарезервована для правителя, була збільшена. Мінарети поруч з нею підняли до 35 метрів у висоту. Ганок оновили. Крім того, було добудовано десять нових мінаретів. Фасади у дворі виклали традиційною мозаїкою семи різних кольорів. Підлога була вимощена світло-коричневою випеченою цеглою. Завдяки всім цим роботам було видно не так багато оригінальної штукатурки Гурідів чи тимуридського декору. Медресе мечеті було перенесено на північний схід і надано окремий вхід. Останньою значною зміною стало створення парку перед мечеттю.
Під час радянсько-афганської війни (1979—1989 рр.) мечеть зазнала пошкоджень. Так сталося завдяки радянським солдатам та величезним танкам, які рухалися територією. У 1986 році один мінарет, вражений ракетою, впав у внутрішній двір. Це спричинило загибель багатьох людей і завдало шкоди східному крилу. Радянська сторона направила фахівців для ремонту, але роботи не були завершені до 1995 року. Портал Гуридів не був серйозно пошкоджений.
У 1992 році розпочалася заміна кам'яної штукатурки у дворі за приватні кошти. Покладено візерунок із широких смуг білого мармуру, що чергуються з вузькими смугами чорного мармуру. Через недостатню кількість пожертвувань його не вдалося завершити до 1998 року. Під час правління Талібану в Гераті з 1996 по 2001 рік вхід до мечеті був заборонений для всіх немусульман, включаючи співробітників ООН.

### ХХІ століття
У 2002 році всі дахи мечеті були відремонтовані через проблему надмірної вологості в приміщенні. Під час ремонту фасадів у 2004/05 р. були знайдені частини старого гуридського оздоблення. Ці частини виставлені в рамках в обшивці стін. У 2012 році близько півсотні афганських торговців пообіцяли кошти на ремонт мечеті.

## Архітектура

### Початковий план мечеті Гурідів
Гуріди побудували всю мечеть з цегли. План є типовим з 4 айванами з внутрішнім двориком і водоймою. Орієнтація кібла на захід була дотримана, хоча вона відхиляється від правильного напрямку до Мекки приблизно на 20°. Головний айван був перекритий склепіннями. Він утворював осьовий хрест з іншими трьома айванами з кожного боку двору. Ці три айвани були призначені як місця зустрічей і навчання для меншої аудиторії.

### Мечеть у наш час

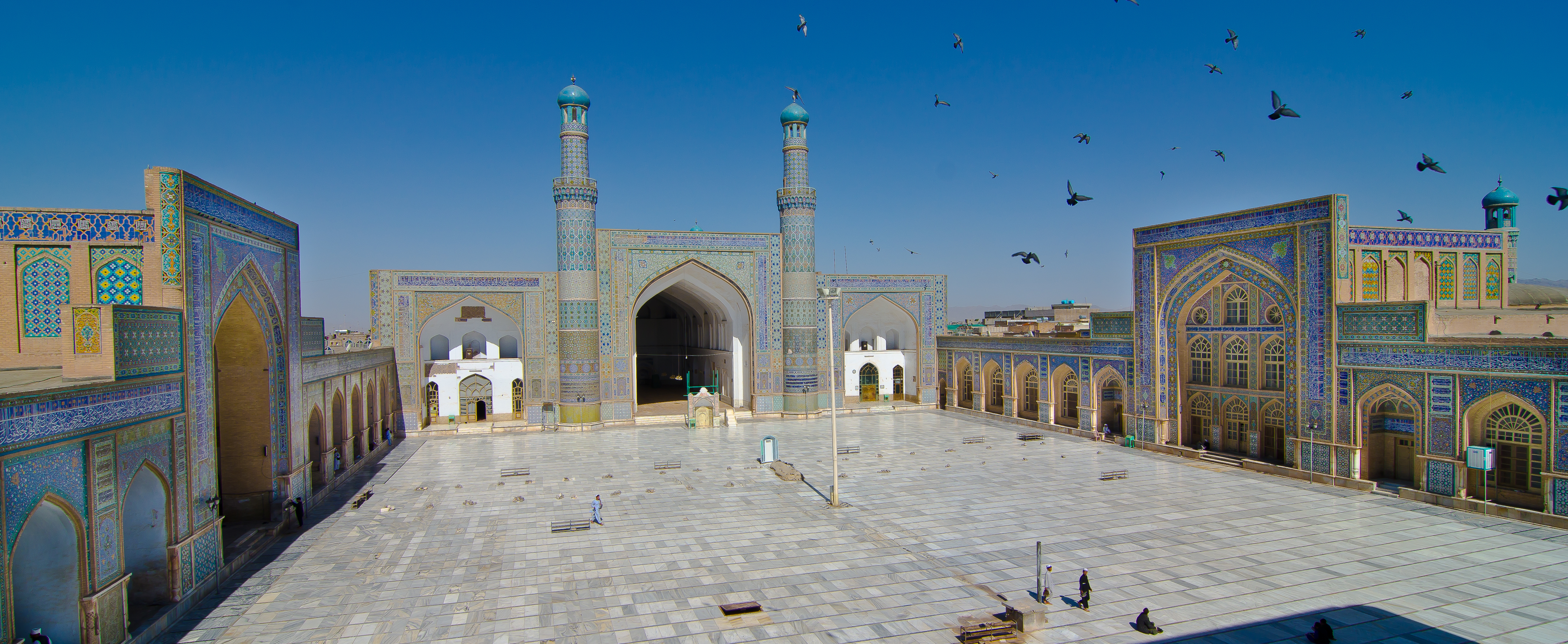
Мечеть Герата, Афганістан. Вид зі східного даху. (2011)

Комплекс мечеті має довжину 180 метрів і ширину 120 метрів і займає площу близько 21 600 квадратних метрів. Окрім чотирьох великих айванів, тут є 460 куполів, 444 стовпи та 12 мінаретів (висотою 17–36 метрів). Ці елементи згруповані навколо центрального двору (82 м на 60 м). Глибина айванів забезпечує велику поверхню для орнаменту. Значна частина нинішньої мечеті за тимуридською традицією покрита глазурованою плиткою яскравих кольорів.

#### Прикраси сучасної мечеті часів Гурідів
В інтер'єрі південного та західного айвана виявлені декоративні елементи періоду Гурідів. Виготовлені з ліпнини, вони тиснені рослинними та геометричними візерунками. Ліпнина — це матеріал для ліплення орнаментів. У південно-східному куті мечеті знаходиться портал Гурідів. По обидва боки арки зображені куфічні написи. Цей стиль арабського письма є типовим для написів періоду Гурідів. Вертикально розміщені смуги написів зроблені з теракоти і внесені в розчин основи, як мозаїка. На лицьовій стороні вони глазуровані блакитним кольором, що контрастує зі світло-червоним цегляним тоном фону. Боки порталу оздоблені геометричною цегляною мозаїкою, вкрапленою синіми глазурованими плиточними пробками.